# Presqu'île de la Vistule

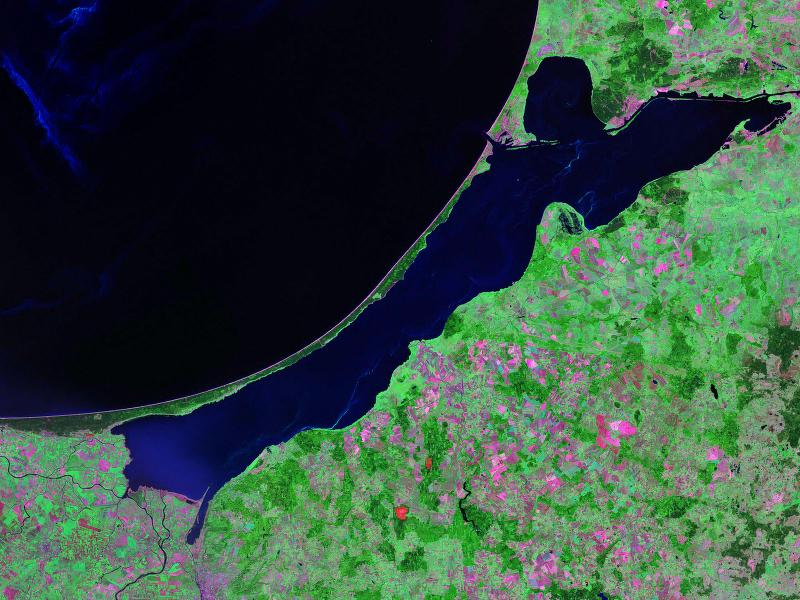
Image satellite de la presqu'île de la Vistule

La presqu'île de la Vistule (en polonais : Mierzeja Wiślana ; en allemand : Frische Nehrung ; en russe : Балтийская коса, Baltiiskaïa kossa) est un cordon littoral formant une très fine presqu'île qui sépare la baie de Gdańsk et la lagune de la Vistule. La presqu'île appartient du côté sud-ouest à la Pologne et du côté nord-est à la Russie (oblast de Kaliningrad).
Jusqu'au XIIIe siècle, la presqu'île pouvait être traversée par les bateaux via des canaux et ainsi la ville d'Elbląg (possession de l'ordre Teutonique à cette époque) bénéficiait d'un accès maritime direct à la mer Baltique. Vers la fin du XIIIe siècle, les canaux de la presqu'île se sont obstrués naturellement et Elbląg a perdu son statut de port maritime. En conséquence, l'ordre teutonique a envahi la Poméranie pour prendre le contrôle du port maritime voisin de Gdańsk.
En 2019, le gouvernement polonais lance la construction d'un canal traversant la presqu'île pour développer de nouveau le port d'Elbląg et ne plus dépendre du détroit de Baltiisk pour accéder à la Baltique. Il est inauguré le 17 septembre 2022.